# 3065 Sarahill
3065 Sarahill è un asteroide della fascia principale. Scoperto nel 1984, presenta un'orbita caratterizzata da un semiasse maggiore pari a 2,7194796 UA e da un'eccentricità di 0,0627181, inclinata di 4,30332° rispetto all'eclittica.